# Barbara Walters
Barbara Walters (n. 25 septembrie 1929, Boston, Massachusetts, SUA – d. 30 decembrie 2022, New York City, New York, SUA) a fost o jurnalistă americană, personalitate în televiziune. Cunoscută pentru capacitatea ei de a realiza interviuri remarcabile și popularitatea în rândul telespectatorilor, ea a apărut în numeroase programe de televiziune, inclusiv Today⁠(d), ABC Evening News⁠(d), 20/20⁠(d) și The View. Barbara Walters a lucrat ca jurnalistă din 1951 până la pensionarea ei în 2015.
În 1989 a fost inclusă în Television Hall of Fame⁠(d), primind un premiu pentru întreaga activitate de la NATAS⁠(d) în 2000 și o stea pe Hollywood Walk of Fame în 2007.